# VEB Studiotechnik Berlin
Der VEB Studiotechnik Berlin (STT) war ein Unternehmen der Elektrotechnik in der Deutschen Demokratischen Republik (DDR).

RFT

## Geschichte
Das in der Form eines Volkseigenen Betriebs (VEB) geführte Unternehmen entstand am 1. Januar 1964 durch die Zusammenlegung der Volkseigenen Betriebe Tonmechanik Berlin, Berliner Mode und der Fernsehabteilung des VEB Meßelektronik Berlin. 1980 wurde der Betrieb Bestandteil des Kombinats Nachrichtenelektronik.
Der Standort des Hauptwerks war in der Rungestraße 25–27 in Berlin-Mitte. Das Werkteil 2 (mechanische Vorfertigung) und eine Kabel-Fertigungsstätte lagen in Hönow bei Berlin.

STT Hauptgebäude

Das Produktionsprofil bestand in den ersten Jahren aus Tonstudiotechnik, Fernsehstudiotechnik und der angewandten Fernsehtechnik. Seit 1968 spezialisierte sich der Betrieb ausschließlich auf das angewandte Fernsehen (industrielles Fernsehen und Röntgenfernsehtechnik für die Medizin). Bis 1964 wurde auf Grundlage der Röhrentechnik produziert, seit 1965 hielt die Transistortechnik auf Leiterplatten-Basis Einzug. Ab 1976 wurde schrittweise die Mikroelektronik bis hin zur SMD-Technik eingeführt.
Produziert wurde nach Vorgaben der Staatlichen Plankommission und der aus den Fünfjahresplänen abgeleiteten Volkswirtschaftspläne. Zu deren Umsetzung wurde im Vorfeld die so genannte Plandiskussion durchgeführt, in der sich die einzelnen Kollektive Ziele und Kennziffern zur Erfüllung gestellt haben.
Neben der Inlandsproduktion wurden die STT-Erzeugnisse in die UdSSR, Volksrepublik Polen, Volksrepublik Bulgarien, ČSSR, SFR Jugoslawien, Mongolische Volksrepublik, Republik Kuba, Nordkorea, Volksrepublik Rumänien, Ungarn, Bundesrepublik Deutschland, Ecuador, Benin und Irak exportiert. Mit der Einführung der Wirtschafts- und Währungsunion 1990 verlor der Betrieb den größten Teil seines Absatzmarktes. Obendrein bestanden Erbrechte an dem Gebäude in der Rungestraße, so dass nur ein kleiner Teil des Betriebes (privatisiert als GmbH) an einem anderen Standort bestehen konnte.
Der VEB Studiotechnik Berlin ist nicht zu verwechseln mit  Studiotechnik Rundfunk bzw. Studiotechnik Fernsehen, die der Deutschen Post unterstanden.

## Struktur
Im Betrieb waren etwa 600 Beschäftigte tätig. Auf der höchsten Ebene stand der Betriebsdirektor (L), darunter die Fachdirektoren (z. B.: F, E, T, W, M, A, P), gefolgt von den Abteilungsleitern (z. B. FV, FG, TV), darunter die Meister und Gruppenleiter (z. B. TVR, FGE, FVL). Wie es in Volkseigenen Betrieben üblich war, gab es eine Betriebsparteiorganisation der Sozialistischen Einheitspartei Deutschlands mit hauptamtlichem Parteisekretär, eine FDJ-Gruppe, eine Betriebsgewerkschaftsleitung (BGL) mit hauptamtlichem Vorsitzenden, eine Kampfgruppe, einen Zug der Zivilverteidigung, eine DRK-Organisation und eine DSF-Gruppe.

## Erzeugnisse (Auszüge)

ASG 500 mit Schwenk- und Neigekopf

Röntgenfernsehanlage

- ASG 1011 (Allwetterschutzgehäuse für die Kamera TFK 1011)
- ASG 2010 (Allwetterschutzgehäuse für die Kamera FK2010)
- ASG 500 (Allwetterschutzgehäuse für die Kamera TFK 500)
- BES 1000 (Bilderkennungssystem auf der Grundlage der Zeilenkamera ZFK)
- DLR (Dosisleistungregelung für Röntgenquelle)
- FAK 1010 (Fernsehabtastertisch mit 16-mm-Filmprojektor und Kleinbild-Dia-Einheit)
- FAP 1020 (Fernsehabtaster Pult, 4 Abtastformate durch automatischen Objektivwechsel)
- FB 2011 (s/w-Monitor mit 31 cm Bildschirmdiagonale)
- FB 3011 (s/w-Monitor mit 50 cm Bildschirmdiagonale)
- FB 4011 (s/w-Monitor mit 61 cm Bildschirmdiagonale und Tonwiedergabe)
- FBZ 2010 (Fernsehbetriebszentrale)
- FK 2010 (s/w-Kamera)
- FK 3010 (s/w-Kamera mit Variooptik)
- FLE 1040 (Fernsehleseeinrichtung mit Kreuztisch für Sehbehinderte, Beitrag zur Konsumgüterproduktion)
- FS 1030 (Fernsteuersender als Bedienplatz für komplexe Kameraanlage)
- FZ 2010 und 2020 (Fernbedienzusatz mit Kamerawahl, Objektivbedienung, Schwenk- und Neigerichtung)
- KSNE 2041 (Kamera-Schwenk- und Neigeeinrichtung)
- MFA 1040 (Matrix-Fernsehanlage bestehend aus Kamera MFK 1040 und Betriebsgerät BG 1040)
- RFA (Röntgenfernsehanlage mit RFKamera und RFBetriebsgerät)
- TFK 500 (s/w-Kamera mit Möglichkeit für Heimbenutzung – mittels HF-Ausgang)
- TFK 1011 (s/w-Kamera mit erweitertem Funktionsumfang)
- VE 1 (Videokabelentzerrer zur Verstärkung des Videosignals bei größeren Kabellängen)
- VV1 (Videoverteiler)
- VKS 2010 und 2011 (Videokreuzschienen für die wahlweise Vermittlung von Videosignalen in größeren Anlagen)
- WSG 510 (Wärmeschutzgehäuse für den Einsatz von Kameras bei hohen Umgebungstemperaturen, wassergekühlt)
- ZE 3010 (Zweidrahtentzerrer zur Übertragung von Videosignalen über symmetrische Zweidrahtleitungen)